# 底特律 (伊利諾伊州)
底特律（英語：Detroit）是位於美國伊利諾伊州派克縣的一個村落。

## 地理
底特律的座標為39°37′11″N 90°40′35″W / 39.61972°N 90.67639°W，而該地最高點為海拔高度194米（即636英尺）。

## 統計數據
根據2010年美國人口普查的數據，底特律的面積為0.63平方千米，全是陸地面積。當地共有人口83人，而人口密度為每平方千米131人。